# Fox Harbour Provincial Park
Fox Harbour Provincial Park är en park i Kanada.   Den ligger i provinsen Nova Scotia, i den östra delen av landet, 900 km öster om huvudstaden Ottawa. Fox Harbour Provincial Park ligger 7 meter över havet.
Terrängen runt Fox Harbour Provincial Park är platt. Havet är nära Fox Harbour Provincial Park åt nordost. Runt Fox Harbour Provincial Park är det glesbefolkat, med 15 invånare per kvadratkilometer.. Närmaste större samhälle är Tatamagouche, 16,8 km sydost om Fox Harbour Provincial Park. 
Omgivningarna runt Fox Harbour Provincial Park är en mosaik av jordbruksmark och naturlig växtlighet.